# Multimax (Bohrmaschine)

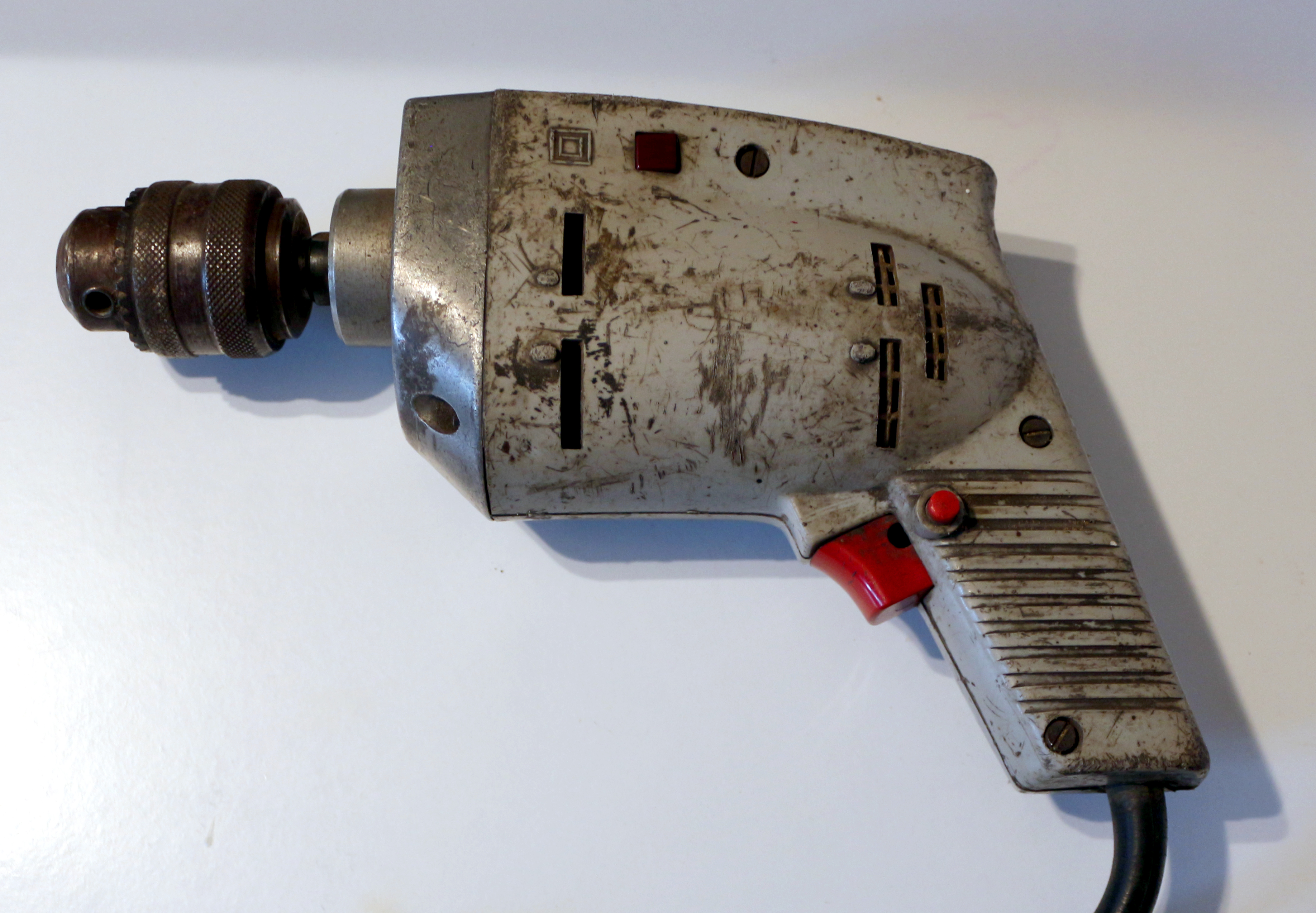
Multimax (Typ HBM 250) mit Gebrauchsspuren

Multimax war der Markenname einer Produktfamilie von Handbohrmaschinen und deren Zubehör aus der DDR, die von 1965 bis 1990 hergestellt wurde. Der Entwurf stammte vom Designer Wolfgang Dyroff, produziert wurden die Bohrmaschinen im VEB Elektrowerkzeuge Sebnitz (VEB Werkzeugkombinat Schmalkalden). Die für Heimwerker vorgesehene Bohrmaschine war durch ihre hohe Stückzahl und die über lange Zeit unveränderte Gestaltung ein fester Teil der Alltagskultur der DDR.

## Geschichte
Die Handbohrmaschine HBM 250 Multimax wurde ab 1963 entwickelt. Die Gestaltung der Bohrmaschine übernahm der Designer Wolfgang Dyroff, der am Zentralinstitut für Formgestaltung in Berlin als wissenschaftlicher Mitarbeiter tätig war. Dyroff verantwortete neben weiteren Haushaltsgeräten vor allem die Gestaltung von Schaltern und Funktionselementen elektrischer Geräte. Produziert wurden die Bohrmaschinen ab 1965 im VEB Elektrowerkzeuge Sebnitz in der Sächsischen Schweiz, bei den Zubehörteilen waren auch andere DDR-Betriebe beteiligt.
Der Name „Multimax“ sollte als Kofferwort aus „multipel“ und „maximal“ für die vielfältige Einsetzbarkeit stehen. Die Multimax hatte eine recht bescheidene Leistung von 250 Watt und war auf den Heimwerkerbedarf ausgerichtet. Die vielfältige Einsetzbarkeit wurde erst durch die modularen Zubehörteile möglich, vom Schlagbohrvorsatz über den Schwingschleifer bis hin zu Zubehörteilen, die aus der Bohrmaschine eine Handkreissäge oder gar Heckenschere machten.
Die Verpackung der Multimax zeigte ab Beginn der 1970er Jahre eine Frau als Heimwerkerin in Latzhose und Pulli, das lange Haar gegen Arbeitsunfälle gesichert. Dieses Rollenbild wird heute als emanzipiert gedeutet, auch im Vergleich zur stereotypen Darstellung von Frauen in westlicher Werbung. Ab 1966 wurde die Multimax auch im Konsument Versandhaus präsentiert, war aber über den DDR-Versandhandel nicht zuverlässig lieferbar. Das Standardmodell HBM 250 (später HBM 251.1) kostete 123,70 DDR-Mark (EVP), spätere Bohrmaschinen aus dem VEB Elektrowerkzeuge Sebnitz mit höherer Leistung und elektronischer Drehzahlregelung waren deutlich teurer (jene späteren Bohrmaschinen trugen nicht die Marke Multimax, sondern hießen z. B. Smalcalda HBM 480). Theoretisch gab es die Multimax in verschiedenen Farben, praktisch war meist nur die Variante mit grauem Gehäuse lieferbar. Die Multimax war in der DDR „sehr bekannt und beliebt“, daneben wurde sie in 28 Länder exportiert. 1969 vergab der VEB eine Produktionslizenz für die HBM 250 mit Bohrständer an Indien.
Von 1976 bis 1983 zog die Bohrmaschinen-Produktion des VEB Elektrowerkzeuge Sebnitz an den neuen Standort in Amtshainersdorf um, einem Ortsteil von Sebnitz. 1987 beschäftigte der VEB Elektrowerkzeuge Sebnitz an den Standorten Sebnitz (Amtshainersdorf, Siedlerstraße) und Dresden (Löbtauer Straße) etwa 600 Arbeitskräfte und stellte pro Jahr 350.000 Stück Elektrowerkzeuge in 15 Grundtypen her, darunter auch die Multimax.
Die Multimax wurde bis zum Ende der DDR 1989/90 produziert. Die Produktionsstätte der Multimax, das Werk Elektrowerkzeuge in Sebnitz, ging im Oktober 1990 von der Treuhandanstalt in den Besitz von Bosch. Bosch übernahm aus dem VEB Elektrowerkzeuge Sebnitz nur den vergleichsweise modernen Standort Amtshainersdorf mit etwa 300 Arbeitskräften. In Sebnitz befindet sich bis heute die Robert Bosch Elektrowerkzeuge GmbH als Tochterunternehmen der Robert Bosch Power Tools GmbH, bis heute der größte und wichtigste Arbeitgeber der Region.
Die Bohrmaschine Multimax samt ihrem Zubehörprogramm gilt heute als „Klassiker des DDR-Designs“. Wie manch andere, stark standardisierte DDR-Konsumgüter gilt sie unter ehemaligen DDR-Bürgern als Symbol der gemeinsamen Vergangenheit und Anlass zum Austausch von Erinnerungen – gerade ihr über 25 Jahre unverändertes Design und die bei allen Mängeln hohe Robustheit und Langlebigkeit fordern den Vergleich mit weniger auf Haltbarkeit angelegten westlichen Konsumprodukten heraus.

## Beschreibung
Die Multimax enthält einen Elektromotor und einen Getriebeaufsatz aus Aluminium, der mit Hammerschlaglackierung versehen ist. Das graue Kunststoffgehäuse besteht aus zwei Schalen, die mit drei Schrauben miteinander verbunden sind. Die obere Kunststofffläche ist fast eben gestaltet und geht seitlich in einen runden Körper über, in dem sich der Elektromotor befindet. Auf beiden Seiten weist das Kunststoffgehäuse fünf Belüftungsschlitze auf. An den runden Körper schließt sich nach hinten leicht abgewinkelt das Griffstück an. An der Innenseite des Griffstücks befindet sich auf Höhe des Zeigefingers der schwarze Einschaltknopf, an der linken Seite auf Position des Daumens ein roter Arretierknopf. Beide Griffseiten sind geriffelt ausgeführt.
Ohne Zubehörteile war die Handbohrmaschine sehr einfach ausgestattet, sie besaß weder Drehzahlregelung noch einen weiteren Haltegriff. Die Maschine hatte in der Grundversion nur eine Leistungsstufe (250 W) und eine feste Drehzahl von 1200/min (HBM 250) bzw. 1550/min (HBM 251.1). Das Bohrfutter nahm Bohrer mit einem Durchmesser bis zu 10 mm auf.
Die Version HBM 251.1R besitzt bei gleicher Leistung von 250 W eine Drehzahlregelung von 0 – 1550/min bei einer Bohrleistung von ⌀ 10 mm in Stahl. Der Drehzahlregler befindet sich auf der linken Gehäusehälfte oberhalb des Griffstückes.
Die Zubehörteile wurden über einen Spannhals oder ein Anschlussgewinde angebaut. Der Spannhals der Multimax hat einen Durchmesser von 40 mm. Neuere Bohrmaschinen und damit auch deren Anbauteile haben meist einen Spannhalsdurchmesser von 43 mm („Eurohals“), für deren Verwendung mit der Multimax ist daher ein Reduzierring erforderlich. Das Anschlussgewinde der Multimax hat ein metrisches ISO-Gewinde M 10, heutige Bohrmaschinen weisen häufig ein 1/2″-20-UNF-Außengewinde (1/2-Zoll-20-Gang) auf.

## Modelle und Zubehör

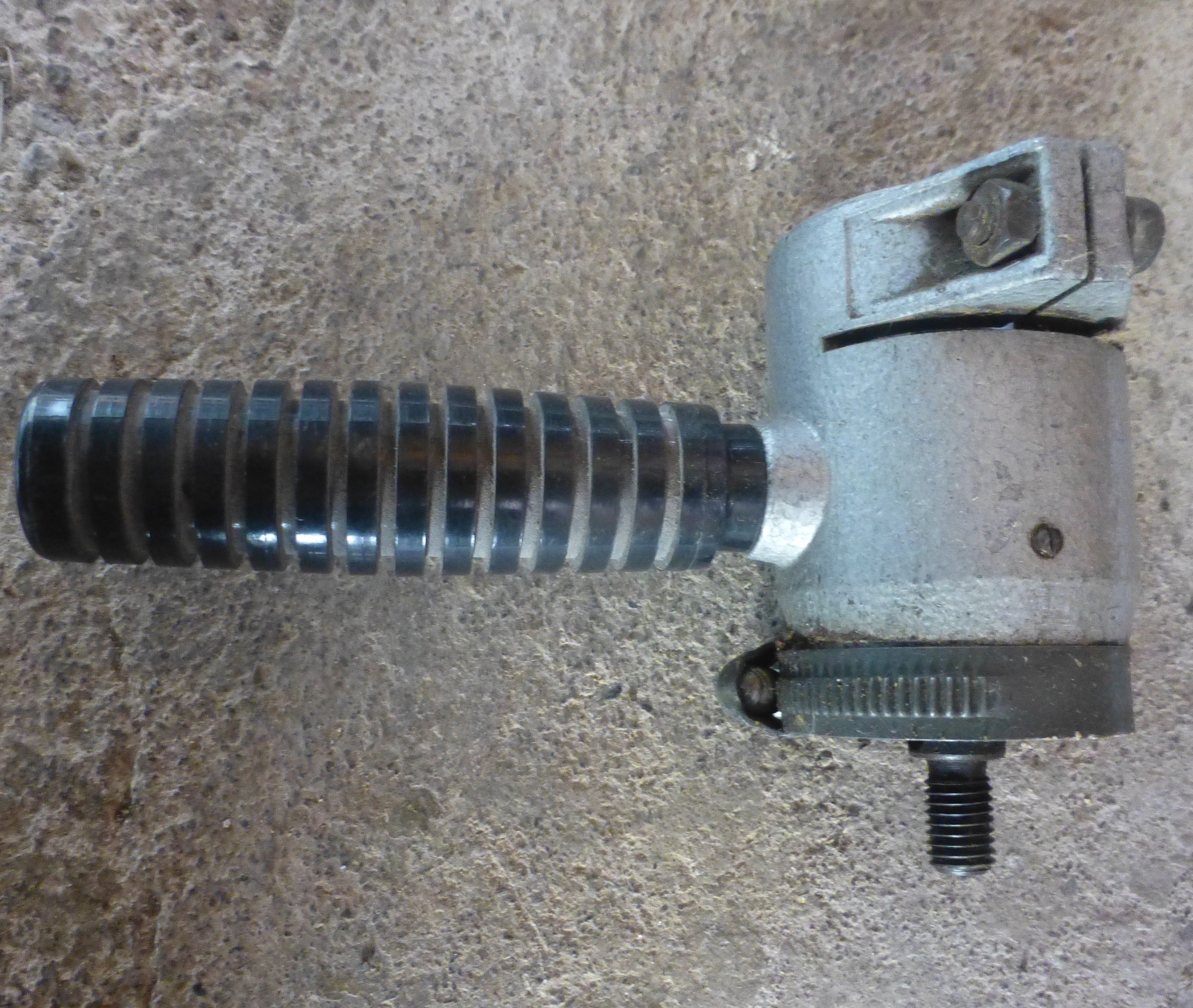
Schlagbohrvorsatz für die Multimax, unverzichtbar beim Bohren von Löchern in Betonwände von Plattenbauten

Während der Produktionszeit der Bohrmaschine gab es zwei geringfügig verschiedene Modelle und diverses dazu passendes Zubehör unter der Marke Multimax:
- Elektrohandbohrmaschine HBM 250, hergestellt im VEB Elektrowerkzeuge Sebnitz. „HBM“ stand für Handbohrmaschine, die „250“ für die Leistung in Watt.
- Elektrohandbohrmaschine HBM 251.1, hergestellt im VEB Elektrowerkzeuge Sebnitz
- Elektrohandbohrmaschine HBM 251.1R, hergestellt im VEB Elektrowerkzeuge Sebnitz (Drehzahlregelung 0 – 1550/min)
- Biegsame Welle ZBW 250, hergestellt im VEB Elektrowerkzeuge Sebnitz
- Bohrständer ZBS 250, hergestellt im VEB Elektrowerkzeuge Sebnitz, EVP 78,90 Mark
- Drechselbank ZDB 250/1, hergestellt im VEB Polygraph Druckmaschinenwerk Plamag, Plauen bzw. im VEB Druckmaschinenwerk Victoria, Heidenau
- Handkreissäge ZHK 250/1, hergestellt im VEB Elektrowerkzeuge Sebnitz
- Heckenschere ZHS 250, hergestellt in den Mechanischen Werkstätten „Venusberg“ in Ehrenfriedersdorf, EVP 106,-- Mark
- Schlagbohrvorsatz ZSV 250, hergestellt im VEB Polygraph Druckmaschinenwerk Planeta Radebeul, EVP 50,-- Mark
- Schleifeinrichtung ZSE 250, hergestellt im VEB Noremat Nossen, EVP 43,-- Mark
- Schwingschleifer ZSS 100 / ZSS 250, hergestellt im VEB Spezialelektrowerkzeuge, Neustadt/Sachsen, EVP 79,-- Mark
- Spanneinrichtung ZSP 250, hergestellt im VEB Elektrowerkzeuge Sebnitz, EVP 25,-- Mark
- Stichsäge ZSt 250, hergestellt in den Mechanischen Werkstätten „Venusberg“ in Ehrenfriedersdorf, EVP 79,15 Mark
- Zusatzhandgriff ZHG 250, hergestellt im VEB Elektrowerkzeuge Sebnitz